# زاهدکلا (فریدونکنار)
زاهدکلا یک روستا در ایران است که در استان مازندران واقع شده‌است. زاهدکلا ۵۲۴ نفر جمعیت دارد.